# Добжинское княжество
Добжинское княжество (пол. Księstwo dobrzyńskie) — польское удельное княжество, существовавшее в 1227—1392 годах на Добжинской земле (столица город Добжинь).

## История
Добжинское княжество возникло в 1227 году, когда князь Конрад Мазовецкий передал своему старшему сыну Болеславу во владение город Добжинь с округой. В 1229 году Болеслав получил во владение от отца Сандомирское княжество, и Добжинь вернулся к Конраду. В 1247 году после смерти Конрада Болеслав Мазовецкий вновь получил во владение Добжинское княжество. В 1248 году после смерти Болеслава княжество захватил его младший брат Казимир I Куявский, второй сын Конрада Мазовецкого.
В 1267 году после смерти Казимира Куявского княжество перешло в совместное владение трех его сыновей, Владислава Локетека, Казимира и Земовита. В 1288 году братья разделили свои владения, и в Добжине стал единолично править Земовит. В 1293 году он попал в плен к литовцам, и княжеством за него управлял брат Владислав Локетек. В 1303—1305 годах Земовит был изгнан из княжества, которым на правах наместника управлял его племянник, князь Пшемысл Иновроцлавский. В 1305 году Земовит смог вернуть себе Добжинское княжество и владел им до своей смерти в 1312 году. После смерти Земовита Добжинское княжество перешло в совместное владение трех его сыновей: Лешека, Владислава Горбатого и Болеслава.
В 1327 или 1328 году князья Владислав Горбатый и Болеслав Добжинский передали Добжинскую землю своему дяде и сюзерену Владиславу Локетеку, который взамен пожаловал им Ленчицкое княжество. В 1329—1343 годах Добжинская земля находилась под властью тевтонских рыцарей-крестоносцев. В 1343 году, после подписания Калишкого мира между Польшей и Тевтонским орденом, Владислав Горбатый смог вернуть себе Добжинское княжество.
В 1351/1352 году после смерти бездетного князя Владислава Горбатого Добжинское княжество было включено в состав Польского королевства. В 1370 году польский король Казимир Великий снова выделил его и пожаловал своему внуку, померанскому князю Казимиру IV Слупскому. После краткого правления вдовы Казимира Слупского Маргариты Мазовецкой польский король Людовик Великий передал княжество во владение силезскому князю Владиславу Опольчику. В мае 1392 года Владислав Опольчик продал Добжинскую землю Тевтонскому ордену за 50 тысяч венгерских флоринов. Самостоятельное княжество после этого уже не образовывалось.
В 1405 году после заключения перемирия между Польшей и Тевтонским орденом в Рачёнже Добжинская земля была возвращена Польше, но в 1409 году вновь оккупирована тевтонскими крестоносцами. В 1411 году по условиям подписанного Торуньского мира между Польшей, Литвой и Тевтонским орденом Добжинская земля вернулась в состав Польши. В 1466 году после окончания Тринадцатилетней войны между Польшей и Тевтонским орденом она была окончательно закреплена за Польшей.

## Князья Добжинские
| #                               | Портрет                         | Имя (годы жизни)                                                     | Родители                                   | Годы правления                     | Примечания |
| ------------------------------- | ------------------------------- | -------------------------------------------------------------------- | ------------------------------------------ | ---------------------------------- | --- |
| 1                               |                                 | Болеслав I Мазовецкий (ок.1208 — ок. 25 февраля 1248)                | Конрад I Мазовецкий Агафья Святославовна   | 1227–1229 1247–1248                | князь Сандомирский (с 1229 по 1232 годы), Серадзский (с 1233 по 1234 год), Мазовецкий (с 1247 по 1248 год) |
| 2                               |                                 | Конрад I Мазовецкий (1187/1188 — 31 августа 1247)                    | Казимир II Елена Зноемская                 | 1229–1247                          | князь-принцепс Польши (с 1229 по 1232 и с 1241 по 1243 год), князь Сандомирский (с 1194 по 1200 годы), Мазовецкий (с 1194 по 1247 год), Серадзский (с 1231 по 1233 и с 1234 по 1247 год), Ленчицкий (с 1231 по 1247 год) |
| 3                               |                                 | Казимир I Куявский (ок.1211 — 14 декабря 1267)                       | Конрад I Мазовецкий Агафья Святославовна   | 1248–1267                          | князь Куявский (с 1233 по 1267 год), Серадзский (с 1247 по 1259 год), Ленчицкий (с 1247 по 1267 год) |
| 4                               |                                 | Владислав I Локетек (3 марта 1260/19 января 1261 год — 2 марта 1333) | Казимир I Куявский Евфросинья Опольская    | 1267–1288 1293–1295 1327/1328–1329 | король Польши (с 1320 по 1333 год), князь-принцепс Польши (с 1306 по 1320 год), князь Бжесць-Куявский (с 1267 по 1300 и с 1305 по 1332 год), Серадзский (с 1288 по 1300 и с 1305 по 1327 год), Ленчицкий (с 1294 по 1300 год и с 1305 по 1327/1328 годы), Иновроцлавский (с 1327 по 1332 год), Сандомирский (с 1289 по 1292 и с 1304 по 1320 год), Великопольский (с 1296 по 1300 и с 1314 по 1320 год), Померельский (с 1296 по 1300 и с 1306 по 1309 год) |
| 5                               |                                 | Казимир II Ленчицкий (1162/1165 — 10 июня 1294)                      | Казимир I Куявский Евфросинья Опольская    | 1267–1288                          | князь Бжесць-Куявский (с 1267 по 1288 год), Ленчицкий (с 1288 по 1294 год) |
| 6                               |                                 | Земовит Добжинский (ок.1265 — 1312)                                  | Казимир I Куявский Евфросинья Опольская    | 1267–1293 1295–1303 1305–1312      | князь Бжесць-Куявский (с 1267 по 1288 год) |
| 7                               |                                 | Владислав Горбатый (1303/1305 — 1351/1352)                           | Земовит Добжинский Анастасия Галицкая      | 1312–1327/1328                     | князь Ленчицкий (с 1327/1328 по 1351/1352 год) |
| 8                               |                                 | Болеслав Добжинский (1303/1306 — 1 октября 1327/12 марта 1329)       | Земовит Добжинский Анастасия Галицкая      | 1312–1327/1328                     | князь Ленчицкий (с 1327/1328 по 1327/1329 год) |
| Оккупировано Тевтонским орденом | Оккупировано Тевтонским орденом | Оккупировано Тевтонским орденом                                      | Оккупировано Тевтонским орденом            | 1329–1343                          | |
| 7                               |                                 | Владислав Горбатый (1303/1305 — 1351/1352)                           | Земовит Добжинский Анастасия Галицкая      | 1343–1351/1352                     | князь Ленчицкий (с 1327/1328 по 1351/1352 год) |
| В составе Польского королевства | В составе Польского королевства | В составе Польского королевства                                      | В составе Польского королевства            | 1351/1352–1370                     | |
| 9                               |                                 | Казимир IV Слупский (1345/1351 — 2 января 1377)                      | Богуслав V Великий Елизавета Польская      | 1370–1377                          | герцог Померания-Слупск (с 1374 по 1377 год) |
| 10                              |                                 | Маргарита Мазовецкая жена князя Казимира IV (до 1358 — 14 мая 1388)  | Земовит III Мазовецкий Евфимия Опавская    | 1377–1378                          | вдовий удел |
| 11                              |                                 | Владислав Опольчик (1326/1332 — 18 мая 1401)                         | Болеслав II Опольский Елизавета Свидницкая | 1378–1392                          | князь Опольский (с 1356 по 1401 год), Велюнский (с 1370 по 1391 год), князь Крновский (с 1384 по 1390 год) |
| Продано Тевтонскому ордену      | Продано Тевтонскому ордену      | Продано Тевтонскому ордену                                           | Продано Тевтонскому ордену                 | 1392                               | |